# Belomitra pourtalesii
Belomitra pourtalesii es una especie de molusco gasterópodo marino de la familia Belomitridae, conocidos comúnmente como buccinos.

## Descripción
La longitud de la concha de esta especie varía entre los 12  y los 30 milímetros.
La concha es delgada, opaca y de color marrón claro tiene ocho verticilos. La protoconcha es grande, con forma de burbuja, lisa y forma un ápice romo. Los verticilos posteriores están provistos de numerosas costillas redondeadas, estrechas y poco elevadas con espacios intermedios algo más anchos. Los costillas se extienden de sutura a sutura y cerca de su tercio anterior quedan obsoletos en el verticilo corporal. Aquí existen ocho o diez hilos giratorios bastante confusos, que se vuelven más distintos hacia el final del canal sifonal, separados entre sí por surcos poco profundos. Estos pasan alrededor de la columna hacia la abertura. El canal sifonal es corto y ancho. La apertura es sencilla, con márgenes finos. La muesca es bastante borrosa en el adulto. 

## Distribución
Esta especie se encuentra en el Mar Caribe y el Golfo de México; también habita frente a las Antillas Menores; y en el Océano Atlántico frente a Georgia (Estados Unidos).